# Donkerblauwe rupsvogel
De donkerblauwe rupsvogel (Coracina temminckii) is een rupsvogel die endemisch is op Sulawesi. De vogel is genoemd naar Coenraad Jacob Temminck oprichter en directeur van het Rijksmuseum van Natuurlijke Historie in Leiden.

## Kenmerken
De donkerblauwe rupsvogel wordt inclusief staart 30 centimeter. Het is een volledig blauwgrijze rupsvogel. Het mannetje en het vrouwtje verschillen onderling niet. Opvallend is verder het oog met een witte iris.

## Verspreiding en leefgebied
In midden Sulawesi is deze vogel nog algemeen en wijdverspreid, op de noordelijke en oostelijke schiereilanden is het een vrij schaarse vogel. De vogel komt voor in primair regenwoud op een hoogte tussen de 100 en 2200 m boven de zeespiegel met een voorkeur voor de middenzone van het bergland, meestal boven de 500 m.
De soort telt drie ondersoorten:
- C. t. temminckii: noordelijk Sulawesi.
- C. t. rileyi: centraal en zuidoostelijk Sulawesi.
- C. t. tonkeana: oostelijk Sulawesi.

## Status
De grootte van de populatie is niet gekwantificeerd, maar er is geen aanleiding te veronderstellen dat de soort bedreigd wordt in zijn voortbestaan; daarom staat de donkerblauwe rupsvogel als niet bedreigd op de Rode Lijst van de IUCN.